# Zamieszki w Kosowie w 2004 roku
Zamieszki w Kosowie w 2004 roku – zamieszki na tle etnicznym, do których doszło w Kosowie w dniach 17–19 marca 2004, najkrwawszy incydent w regionie od czasu zakończenia wojny domowej z lat 90. Ich bezpośrednią przyczyną było rozprzestrzenienie się ostatecznie niepotwierdzonej pogłoski o utopieniu przez Serbów dwóch albańskich chłopców, co rozpoczęło falę ataków Albańczyków na miejsca zamieszkania mniejszości serbskiej w Kosowie. Zamieszki wpisują się równocześnie w szerszy kontekst wieloletniego sporu między obydwiema społecznościami o status polityczny Kosowa.
Wskutek serii ataków na serbskie enklawy zginęło co najmniej 19 osób, zaś ok. 4000 opuściło swoje domy. Od około 800 do 935 budynków mieszkalnych zostało zniszczonych. Oprócz napadów na enklawy, doszło do starć Albańczyków z siłami KFOR. Kosowscy Albańczycy zniszczyli lub zdewastowali również 35 cerkwi Serbskiego Kościoła Prawosławnego. Według danych KFOR, w zamieszkach wzięło udział co najmniej 50 tys. osób. Skala przemocy skłoniła NATO do czasowego zwiększenia sił stabilizacyjnych KFOR.

## Tło wydarzeń

Flaga Socjalistycznej Prowincji Autonomicznej Kosowo

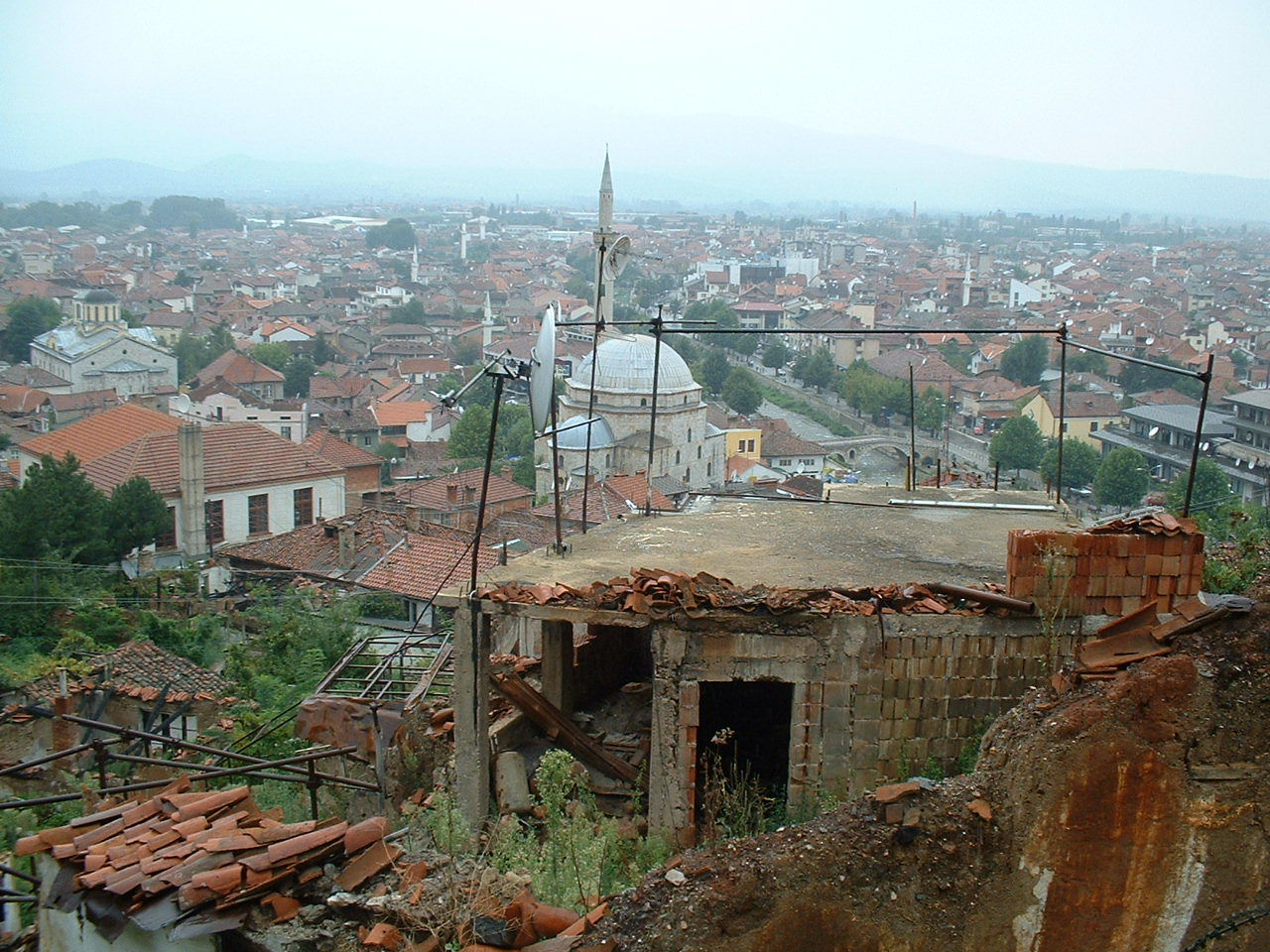
Zniszczenia w serbskiej dzielnicy Prizrenu

Etniczny konflikt serbsko-albański należy do najbardziej zadawnionych sporów międzynarodowych na Bałkanach. W historii najnowszej do jego zaostrzenia w szczególności przyczyniły się wydarzenia okresu II wojny światowej  oraz ożywienie albańskiego ruchu separatystycznego po 1967. W 1974 na mocy konstytucji Socjalistycznej Federacyjnej Republiki Jugosławii powstała Socjalistyczna Prowincja Autonomiczna Kosowo. 
W 1990 konstytucja Serbii poważnie ograniczyła kompetencje krajów autonomicznych (Kosowa i Wojwodiny), następnie zaś formalnie istniejąca nadal autonomia została zawieszona. Decyzja ta spotkała się z gwałtownymi protestami kosowskich Albańczyków. 2 lipca 1990 albańscy członkowie parlamentu Kosowa ogłosili prowincję republiką, co nie miało podstaw prawnych i stało się przyczyną decyzji parlamentu serbskiego o rozwiązaniu kosowskich organów władzy. Kosowscy politycy albańscy przystąpili wówczas do organizacji alternatywnych wobec oficjalnych, nielegalnych struktur władzy. W okresie między 1992 a 1997 separacja między serbskimi i albańskimi mieszkańcami Kosowa pogłębiła się ostatecznie. Od 1998 albańscy separatyści zmienili taktykę działania, rezygnując z metody bojkotu na rzecz walki zbrojnej (według władz Jugosławii – terroryzmu), w której główną siłą stała się istniejąca od 1992 Armia Wyzwolenia Kosowa
Narastający konflikt doprowadził ostatecznie do wybuchu wojny w Kosowie w latach 1998–1999. Między 24 marca 1999 a 10 czerwca 1999 lotnictwo NATO prowadziło bombardowanie Jugosławii, które według oficjalnych deklaracji NATO miało doprowadzić do zakończenia działań wojennych i łamania praw człowieka na terytorium Kosowa. 
W rezultacie bombardowania Kosowo znalazło się pod tymczasowym zarządem ONZ. Skutkiem bombardowań była również ucieczka z prowincji ponad 164 tys. Serbów (od czerwca 1999) i bliżej nieokreślonej liczby Romów. Serbowie, którzy pozostali w zdominowanym przez Albańczyków Kosowie, zamieszkiwali w chronionych przez siły stabilizacyjne KFOR enklawach. Według raportu Human Rights Watch byli wielokrotnie celem ataków, w tym ze skutkiem śmiertelnym, ze strony przeważającej ludności albańskiej.

## Przebieg zamieszek

### Wybuch
Za bezpośrednią przyczynę wybuchu zamieszek uważa się odnalezienie przez policję UNMIK ciał dwóch albańskich chłopców (według podanych w pierwszej chwili informacji – trzech), którzy utonęli w rzece Ibar we wsi Čabra w północnej części Kosowa. 16 marca na łamach kosowskiej prasy ukazał się wywiad z albańskim chłopcem, który twierdził, że jako jedyny przeżył incydent w Čabrze. Twierdził on, że dzieci zostały zapędzone do rzeki przez dwóch Serbów z psem. W Kosovskiej Mitrovicy wybuchły masowe protesty Albańczyków, którzy oskarżyli kosowskich Serbów o zamordowanie dzieci.  Rozruchy przeniosły się następnie również w inne regiony Kosowa. Celem ataków byli Serbowie, Romowie i Aszkalowie.
Według prokuratora Petera Tinsleya, prowadzącego po zamieszkach międzynarodowe dochodzenie w sprawie wydarzenia w Čabrze, wersja podana przez kosowską prasę po odnalezieniu ciał pozostaje wątpliwa. Twierdził on, że mimo znacznych wysiłków poczynionych w tym kierunku nie udało się postawić nikomu zarzutów spowodowania śmierci dzieci. Również Neeraj Sigh szef policji z sił ONZ stwierdził, iż badanie odnalezionych ciał wykazało, iż przyczyną śmierci było utonięcie, bez śladów przemocy ze strony osób trzecich. Podkreślił jednak, iż śledztwo zostało zahamowane przez wybuch przemocy w okolicy. Jeszcze w czasie trwania zamieszek, 17 marca, rzecznik prasowy policji UNMIK Derek Čepel stwierdził, że albańskie dzieci nie zginęły, uciekając przed Serbami, zaś wystąpienie antyserbskie było planowane wcześniej.

### 17 marca
17 marca doszło do napaści na serbskie enklawy w miejscowościach Obilić, Čaglavica, Zubin Potok, Laplje Selo i Lipljan. W Čaglavicy kilka tysięcy Albańczyków z Prisztiny zaatakowało Serbów blokujących od 15 marca drogę z Prištiny do Skopje. Dziesięciu Serbów zostało rannych. Z tej i sąsiednich miejscowości zostały ewakuowane kobiety, dzieci i starcy. Według informacji podawanych przez KFOR przyczyną organizacji blokady było zastrzelenie dziewiętnastoletniego Serba. Inne źródło informuje o zastrzeleniu w Čaglavicy, 15 marca 2004, osiemnastoletniego Serba Ivicy Jovicia.
W zamieszkach w Kosovskiej Mitrovicy zginęło 4 Albańczyków i 3 Serbów, dwieście osób zostało rannych. Wśród nich było jedenastu francuskich żołnierzy KFOR. Do godz. 19, po wprowadzeniu godziny policyjnej, sytuacja w mieście uległa poprawie. W Lipljanie zginęło czterech Serbów; wszystkie serbskie domy zostały podpalone. Siły KFOR ewakuowały ich mieszkańców. 
Oprócz napadów na serbskie enklawy, doszło do starć Albańczyków z siłami KFOR. Kierujący UNMIK Harri Holkeri zaapelował do mieszkańców Kosowa o spokój. Potwierdzono również, że do Kosowa zostaną przerzucone niektóre jednostki SFOR. Dwa tysiące Albańczyków przemaszerowało przed siedzibą UNMIK w Prisztinie.

### 18 marca
Około godz. 11:00 UNMIK podała, iż liczba ofiar zamieszek po obydwu stronach wzrosła do 22. Komendant KFOR Holger Kammerhoff rozkazał podległym sobie jednostkom używać "siły koniecznej" w celu zapewnienia bezpieczeństwa wszystkim obywatelom Kosowa. Z dowództwem KFOR kontaktował się sztab armii Serbii i Czarnogóry, postawionej w stan gotowości.
Kosowskie źródła informacji podały, że w miejscowości Obilić nie było już Serbów. Doszło również do napadów na domy Serbów w Kosowskiej Mitrowicy, Uroševcu, Plemetinie i Ugljari. Równocześnie przedstawiciele największych partii politycznych w Kosowie stwierdzili w czasie obrad parlamentu, iż jedyną drogą do uspokojenia sytuacji w prowincji jest ogłoszenie przez nią niepodległości. 
Wieczorem doszło do ataków bombowych na posterunki policji w Obiliciu i Lipljanie. Tysiąc uzbrojonych Albańczyków otoczyło i podpaliło monaster Devič. Przebywające w nim prawosławne mniszki zostały ewakuowane przez KFOR. Według ogłoszonych ok. godz. 21 danych UNMIK liczba ofiar śmiertelnych wyniosła 31. Godzinę później dowódca AFSOUTH admirał Gregory G. Johnson stwierdził, iż wystąpienia albańskie mają charakter zorganizowany. Podobną opinię wygłosił następnego dnia gen. Virgil Packett, komendant SFOR.

### Bilans zamieszek
Zamieszki w marcu 2004 były najkrwawszym tego rodzaju wydarzeniem od czasu bombardowań Jugosławii przez siły NATO w 1999. Według Marka Waldenberga udział w nich wzięło ok. 50 tys. osób, w ocenie KFOR było to od 50 tys. do 70 tys. ludzi, zaś policja kosowska podała liczbę 51 tys. Ich skala skłoniła NATO do czasowego zwiększenia sił KFOR. W czasie dwudniowych zamieszek odnotowano 629 podpaleń i 12 przypadków podłożenia ładunków wybuchowych.
W toku dwudniowych zamieszek napastnicy zniszczyli 800 (według innego szacunku – 935) domów, zaś 4000 (według innego szacunku – 4012 lub 3600) kosowskich Serbów zostało wypędzonych. Zniszczonych zostało również dziesięć budynków użyteczności publicznej. 19 marca 2004 rzecznik prasowy UNMIK podał liczbę 28 ofiar śmiertelnych starć i ponad 600 rannych. W źródłach spotykana jest też liczba 19 zabitych (8 Serbów i 11 Albańczyków), 30 zabitych Serbów lub 31 ofiar bez podania narodowości. 1100 spośród wypędzonych przeniosło się do obozów KFOR. Siedem serbskich enklaw zostało całkowicie zniszczonych. Urzędnicy ONZ zostali czasowo ewakuowani z północnej części prowincji. Rannych zostało 63 żołnierzy KFOR i 123 policjantów.
Według informacji KFOR część albańskich ofiar zajść zginęła z rąk żołnierzy sił pokojowych, działających w obronie własnej lub w obronie mniejszości zamieszkujących Kosowo. Przeciwko zachowaniu żołnierzy KFOR nie zostały wniesione żadne skargi.
Zdaniem Waldenberga zamieszki w Kosowie miały charakter zorganizowany, zaś ich prowodyrzy stawiali sobie za cel usunięcie ostatniej grupy Serbów z prowincji, sprawdzenie, na ile zdecydowanie w ich obronie wystąpią siły międzynarodowe, zaś poprzez uzyskanie etnicznie jednorodnego obszaru wzmocnienie przekonania, iż jedynym rozwiązaniem problemu kosowskiego jest nadanie prowincji niepodległości.
Ataki na kosowskie mniejszości etniczne powtarzały się na mniejszą skalę jeszcze po wygaśnięciu zamieszek. W celu zapewnienia bezpieczeństwa Serbom, Romom i Aszkalom KFOR nadal obejmował ochroną ich enklawy, zaś w niektórych regionach wprowadził godzinę policyjną i ograniczenia w przemieszczaniu się.

### Zniszczenia prawosławnych obiektów sakralnych

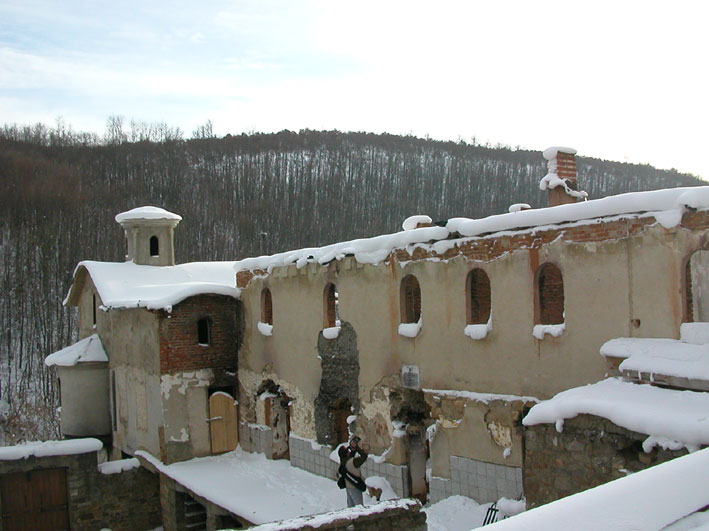
Spalony Monaster Devič

W czasie zamieszek Albańczycy zniszczyli 35 cerkwi i monasterów Serbskiego Kościoła Prawosławnego. 

#### W Prizrenie i okolicach
- Cerkiew Bogurodzicy Ljeviški z XIV w. została podpalona od środka,
- Cerkiew Chrystusa Zbawiciela z XIV w. – spalona,
- Sobór św. Jerzego z 1856 – spalony i zaminowany,
- Cerkiew św. Mikołaja z XIV w. – podpalona od środka,
- Cerkiew św. Jerzego z XVI w. – podpalona od środka,
- Cerkiew św. Niedzieli z XIV w. – spalona,
- Cerkiew św. św. Kosmy i Damiana z XIV w. – spalona,
- Cerkiew św. Pantelejmona z XIV w. – spalona,
- Monaster Świętych Archaniołów z XIV w. – spalony,
- Cerkiew św. Niedzieli w Zivinjane – wysadzona w powietrze,

W Prizrenie zniszczony został również pałac biskupów prawosławnych oraz seminarium duchowne Świętych Cyryla i Metodego. W mieście tym żadna z istniejących do tej pory cerkwi nie pozostała nieuszkodzona.

#### W innych miejscowościach Kosowa
- Cerkiew św. Sawy w Kosowskiej Mitrowicy – dwukrotnie podpalona, zniszczony został również dom proboszcza,
- Cerkiew św. Michała Archanioła w Obiliciu, budynek nowoczesny – zdewastowana[22],
- Cerkiew św. Eliasza w Podujevie z 1929 – zdewastowana i spalona. Sprofanowany został również cmentarz prawosławny[24],
- Cerkiew św. Katarzyny w Bresju – zdewastowana i zburzona,
- Cerkiew św. Eliasza w Vucitrnie – spalona (już w 1999 została zdewastowana). Zniszczony został również cmentarz prawosławny,
- Cerkiew św. Mikołaja w Kosowym Polu z 1940 – podpalona od środka, zniszczony został również dom proboszcza,
- Cerkiew św. Mikołaja w Prisztinie z XIX w. – spalona,
- Cerkiew św. Michała Archanioła w Stimlju z 1920 – podpalona, jej wyposażenie zostało zniszczone,
- Monaster Devič z XV wieku – spalony. W jego wnętrzu napastnicy sprofanowali grób serbskiego świętego Joannicjusza z Deviča,
- Cerkiew św. Jana Chrzciciela w Peci – podpalona,
- Cerkiew Matki Bożej w Belo Polje – podpalona. Zniszczony został również dom proboszcza,
- Sobór św. Urosza w Uroševacu – obrzucony granatami i podpalony,
- Cerkiew św. Eliasza w Nekodimie – zniszczona razem z sąsiadującym z nią cmentarzem,
- Cerkiew św. św. Piotra i Pawła w Talinovcach – zniszczona razem z cmentarzem,
- Cerkiew Matki Bożej w Sovtoviciu – zniszczona razem z cmentarzem,
- Cerkiew w Donjej Slapasnicy – obrzucona kamieniami,
- Cerkiew św. Niedzieli w Brnjacy z 1852 – spalona,
- Cerkiew Zaśnięcia Matki Bożej w Djakovicy z XVI-XIX w. – spalona, następnie zrównana z ziemią,
- Sobór Trójcy Świętej w Ðakovicy – zniszczono pozostałości świątyni wysadzonej w powietrze w 1999,
- Cerkiew św. Łazarza w Piskote – całkowicie zniszczona razem z cmentarzem i domem proboszcza,
- Cerkiew św. Eliasza w okolicy Bistezena – zniszczona[22].

Część zniszczonych świątyń została w kolejnych latach odbudowanych i do 2010 r. przywrócono je do użytku liturgicznego.

## Śledztwo
Ponad 260 osób zostało po zamieszkach aresztowanych pod zarzutami od podpalenia do zabójstwa. Sądy kosowskie rozpatrywały łącznie 400 spraw związanych z zamieszkami. W 2005 sześciu Albańczyków z Gnjilane zostało skazanych na 38 lat więzienia za zabójstwo Serbów Slobodana Pericia i jego matki. Łącznie kosowskie sądy skazały 143 Albańczyków, z czego 67 otrzymało karę surowszą niż rok pozbawienia wolności.

## Reakcje

### W Serbii

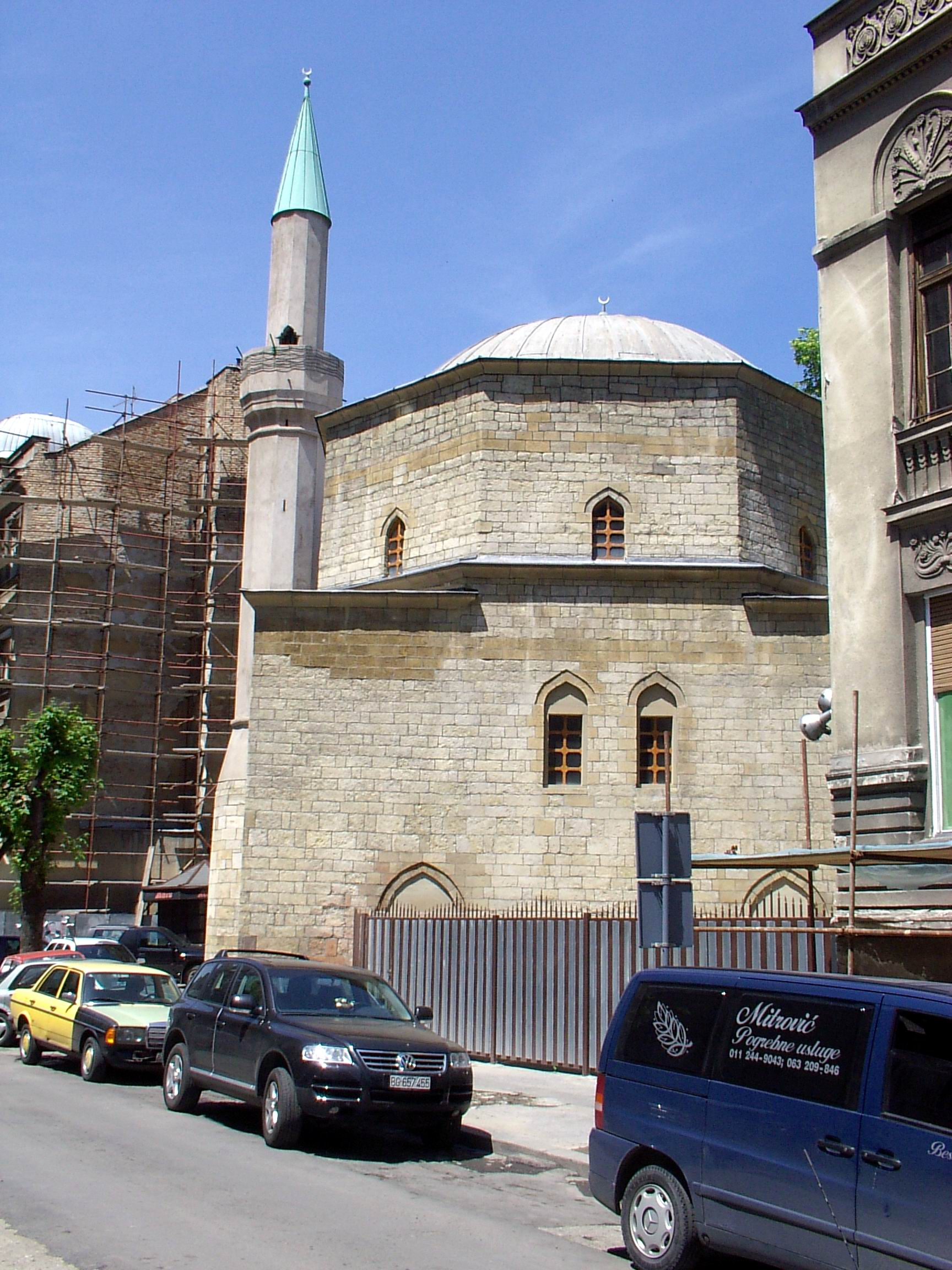
Meczet Bajrakli, zniszczony w czasie manifestacji protestacyjnych w Belgradzie 17 kwietnia 2004

Od 17 marca na ulicach serbskich miast rozpoczęły się wielotysięczne protesty przeciwko wydarzeniom w Kosowie. W czasie manifestacji demonstranci podpalili meczety w Belgradzie i Nišu. Zaatakowana została również siedziba gminy muzułmańskiej w Nowym Sadzie. Demonstranci zdemolowali 13 piekarni i 4 sklepy, których właścicielami byli Albańczycy lub inni wyznawcy islamu. Belgradzki meczet Bajrakli został zaatakowany mimo interwencji prawosławnego metropolity Czarnogóry i Przymorza Amfilochiusza, który wezwał manifestujących do rozejścia się. Następnego dnia zniszczenie meczetu potępił również biskup szumadijski Jan (Mladenović). 
18 marca premier Serbii i Czarnogóry Vojislav Koštunica stwierdził, że jedynym ratunkiem dla serbskiej społeczności Kosowa byłoby wprowadzenie na jego terenie stanu wyjątkowego. Oznajmił, iż atak na serbskie enklawy był katastrofą humanitarną i nosił znamiona czystki etnicznej. Tego samego dnia władze Serbii i Czarnogóry, wspólnie z najwyższymi hierarchami Serbskiego Kościoła Prawosławnego, wezwały obywateli kraju do okazania swojej solidarności z Serbami z Kosowa poprzez udanie się do soboru św. Sawy w Belgradzie i zapalenie świec. W odprawionym w soborze nabożeństwie wzięło udział kilka tysięcy osób, zaś premier zapowiedział, iż Serbia nigdy nie odda Kosowa. Z kolei minister spraw zagranicznych Serbii i Czarnogóry Goran Svilanović stwierdził, iż przemoc wymierzona w kosowskich Serbów była sygnałem, iż Albańczycy żądają od nich opuszczenia prowincji, zaś siły międzynarodowe nie kontrolują panującej w niej sytuacji. Zaapelował o zwiększenie ochrony kosowskich Serbów oraz oskarżył o organizację zamieszek „albański ekstremizm i terroryzm”. 
Serbski Kościół Prawosławny wydał osobny komunikat, w którym zażądał położenia kresu atakom na Serbów od władz Rosji, USA oraz od ONZ. Skrytykował również KFOR za niedostateczną reakcję na zaobserwowane napady na Serbów. 
20 marca rząd Serbii ogłosił 21 marca dniem żałoby narodowej. Z kolei prezydent Kosowa Ibrahim Rugova wyznaczył dzień żałoby na 22 marca. Dwa dni później ten sam polityk stwierdził, iż jedyną drogą do zakończenia serbsko-albańskiego antagonizmu w prowincji jest nadanie jej niepodległości.
Związek Serbów Kosowa i Metochii, liczący 127 tys. członków, skierował do władz Serbii i Rosji, jak również do serbskich instytucji kulturalnych i mediów oraz do patriarchów Serbii Pawła i Moskwy i całej Rusi Aleksego II list otwarty, w którym określił antyserbskie wystąpienie Albańczyków jako ludobójstwo i stwierdził, iż sytuacja kosowskich Serbów jest gorsza niż w czasie okupacji hitlerowskiej.

### Na świecie
Sekretarz generalny ONZ Kofi Annan 17 marca po raz pierwszy zaapelował do uczestników zamieszek o zaprzestanie stosowania przemocy. Przemawiając na specjalnej sesji Rady Bezpieczeństwa ONZ, stwierdził, iż mimo postępu, jaki dokonał się w tym zakresie, poszczególne społeczności żyjące w Kosowie nie są jeszcze w stanie zaakceptować wieloetniczności. Zaapelował również do wszystkich mieszkańców prowincji o współpracę z siłami pokojowymi.
Rada Bezpieczeństwa ONZ potępiła przemoc, do jakiej doszło w Kosowie. W oświadczeniu Rady znalazło się stwierdzenie, iż atak Albańczyków na siły pokojowe jest w istocie atakiem na całą społeczność międzynarodową, zaś polityczny ekstremizm nie ma przyszłości.
Rada Europejska mocno potępiła akty przemocy, do jakich doszło w Kosowie. Zaapelowała również do wszystkich przywódców zaangażowanych stron, zwłaszcza Albańczyków z Kosowa, o zapewnienie, by podobne wydarzenia już się nie powtórzyły. Rada podkreśliła konieczność ich współpracy z międzynarodowymi instytucjami pokojowymi oraz stwierdziła, iż zamieszki mogły zagrozić dotychczasowym osiągnięciom w zakresie poprawy sytuacji w prowincji.
17 marca o zaprzestanie aktów przemocy apelował prezydent Stanów Zjednoczonych George W. Bush. 
19 marca sekretarz generalny NATO Jaap de Hoop Scheffer oznajmił, iż Albańczycy z Kosowa są w błędzie, jeśli uważają, że poprzez stosowanie przemocy otrzymają oczekiwane korzyści polityczne. Zaapelował również do kosowskich Serbów o niestosowanie przemocy. 
Prezydent Federacji Rosyjskiej Władimir Putin określił zamieszki w Kosowie jako czystkę etniczną i wezwał do obrony mniejszości serbskiej na terytorium prowincji. 
22 marca przewodniczący UNMIK Harri Holkeri, występując w zaatakowanym w czasie zamieszek mieście Lipljan oznajmił, iż wszyscy, którzy opuścili swoje domy w czasie wydarzeń marcowych będą mogli bezpiecznie do nich wrócić. W tym samym dniu premier Kosowa Bajram Rexhepi zapowiedział, iż władze prowincji uzyskają środki na pokrycie kosztów zniszczeń dokonanych w czasie zamieszek. Ten sam polityk stwierdził, iż Kosowianie nie mogą pozwolić sobie na utratę międzynarodowego zaufania poprzez „nieodpowiedzialne działania”; przyznał, iż zaufanie to mogło zostać nadwątlone przez zamieszki. 
Harri Holkeri określił ataki na Serbów jako zbrodnię przeciw ludzkości. Skrytykował również przywódców społeczności albańskiej za to, iż nie potępili od razu ataków na serbskie enklawy, a nawet upowszechniali fałszywe informacje o ich przyczynach. Holkeri stwierdził, iż ONZ „popełniło błędy” w Kosowie i stwierdził, że rozumie niezadowolenie, jakie wzbudza wolne tempo poprawy sytuacji w prowincji. Ponownie wezwał jednak serbską i albańską społeczność w Kosowie do pokojowego współżycia. 
Określenia „czystka etniczna” w odniesieniu do wydarzeń użył gen. Gregory Johnson. Z kolei gen. H. Kammerhof stwierdził osiem miesięcy po zamieszkach, że skuteczna obrona Serbów i Romów przez KFOR była niemożliwa z powodu zbyt małej liczby żołnierzy. Twierdził również, iż nawet po zwiększeniu kontyngentu liczba ta nadal była niewystarczająca. Zaprzeczył natomiast, by wywiad niemiecki wiedział o przygotowywaniu pogromu Serbów na trzy tygodnie przed wybuchem zamieszek, jaką to informację podała telewizja niemiecka.
Organizacja Human Rights Watch zaapelowała do sił pokojowych w Kosowie, by zaczęły traktować jako priorytet obronę żyjących w prowincji mniejszości. 
Europejskie media, komentując wydarzenia w Kosowie, uznały je za dowód porażki dotychczasowej polityki ONZ, NATO i Unii Europejskiej wobec problemu kosowskiego.